# جيوفاني دي كليمنت
جيوفاني دي كليمنت (بالإيطالية: Giovanni Di Clemente)‏ هو منتج أفلام إيطالي، ولد في 5 فبراير 1948 في روما في إيطاليا، وتوفي بنفس المكان في 2 يناير 2018.

## وصلات خارجية
- جيوفاني دي كليمنت على موقع IMDb (الإنجليزية)